# 徳之島町立山中学校
徳之島町立山中学校（とくのしまちょうりつ さんちゅうがっこう）は、鹿児島県大島郡徳之島町大字山にある町立中学校。離島の徳之島にある。

## 部活動
- 男子テニス部
- 女子テニス部
- 女子バレー部

## 卒業後の進路
卒業後は町内の鹿児島県立徳之島高等学校や私立の樟南第二高等学校に進学する生徒が多い。